# Annekatrin Thiele
Annekatrin Thiele (Sangerhausen, 18 de octubre de 1984) es un remera alemana. Compitió en los Juegos Olímpicos de Pekín 2008, donde ganó una medalla de plata en doble scull junto a su compañera Christiane Huth.  En los Juegos Olímpicos de Londres 2012, obtuvo nuevamente la medalla de plata, aunque en esta ocasión en la especialidad de cuatro scull.  También ha ganado en dos ocasiones el Campeonato Mundial de Remo, en ambas ocasiones en el cuadro scull.